# Fimbristylis tamaensis
Fimbristylis tamaensis là loài thực vật có hoa trong họ Cói. Loài này được Steyerm. mô tả khoa học đầu tiên năm 1951.